# 13 Semester
13 Semester (Untertitel: Der frühe Vogel kann mich mal) ist eine deutsche Filmkomödie des Regisseurs Frieder Wittich aus dem Jahr 2009. Der Film basiert auf einem gemeinsamen Drehbuch von Wittich und Oliver Ziegenbalg und erzählt frei nach Erlebnissen aus Ziegenbalgs eigener Studienzeit die Geschichte der Freunde Moritz und Dirk, dargestellt von Max Riemelt und Robert Gwisdek, die aus einem kleinen Ort in Brandenburg an die Technische Universität Darmstadt kommen, um dort Wirtschaftsmathematik zu studieren, und trotz anfänglich gemeinsamer Ziele unterschiedliche Richtungen einschlagen.
Realisiert wurde der Spielfilm von der Claussen + Wöbke + Putz Filmproduktion in Koproduktion mit dem HR und Arte sowie in Zusammenarbeit mit Instinctive Film. Die Dreharbeiten fanden von März bis Mai 2008 in Darmstadt, Frankfurt und Offenbach am Main statt. Neben Riemelt und Gwisdek traten unter anderem Claudia Eisinger, Alexander Fehling und Maria Vogt vor die Kamera. 13 Semester wurde am 29. September 2009 im Rahmen des Zurich Film Festivals uraufgeführt und auf den Internationalen Hofer Filmtagen gezeigt. Am 7. Januar 2010 startete der Film in den deutschen Kinos.

## Handlung
Die Freunde Moritz und Dirk bekommen eine Zusage für einen Studienplatz an der TU Darmstadt und machen sich auf den Weg aus ihrem kleinen brandenburgischen Heimatdorf in die große Stadt, um dort Wirtschaftsmathematik zu studieren. Dort angekommen, entwickelt sich das Leben der beiden Freunde komplett unterschiedlich. Während Dirk auf der Überholspur Gas gibt und in Vorlesungen, Seminararbeiten und Tutorien aufblüht, verliert sich Moritz mehr und mehr in den Wirren des Studentenlebens und verpasst schon bald den Anschluss. Frei nach dem Motto „Der frühe Vogel kann mich mal“ feiert er lieber mit seinem Mitbewohner Bernd ausgiebig Partys und hangelt sich mit diversen Nebenjobs durchs Leben. Auf einer von Bernd initiierten Party der Wohngemeinschaft lernt er schließlich auch seine Traumfrau Kerstin kennen, mit der er nach einigen Umwegen auch zusammenkommt.
Als er wegen mangelnder Leistungsbereitschaft aus der Lerngruppe geworfen wird, in der auch sein Freund Dirk mitwirkt, packt ihn für kurze Zeit neuer Ehrgeiz. Zusammen mit seinem indischen Kommilitonen Aswin, der sein Leben in vorbildlicher Manier und Disziplin führt, kriegt Moritz noch einmal die Kurve und besteht das Vordiplom. Aus Dankbarkeit zeigt er Aswin die angenehmeren Seiten des Studentenlebens und nimmt ihn mit zum Biertrinken. Dies führt dazu, dass auch das Leben von Aswin eine entscheidende Wende nimmt, die, wie sich herausstellen wird, für alle vollkommen unerwartet ist. Dieser entscheidet sich zur Überraschung seiner Freunde für ein Leben als Händler von Seifenprodukten, die er per Teleshopping bewirbt und vertreibt. Nach dem Vordiplom reist Moritz für ein Auslandssemester nach Australien.
Wieder zurück in Deutschland, trifft er in einem Waschsalon Kerstin wieder, mit der er bald darauf zusammenkommt. Die Beziehung verläuft zunächst harmonisch, doch nach und nach kippt die Stimmung, da Moritz mit sich selbst und seinem Leben unzufrieden ist. Dies führt dazu, dass sich Kerstin von ihm trennt und Moritz aus der gemeinsamen WG mit Bernd auszieht. Auch trifft Moritz seinen alten Freund Dirk wieder, der inzwischen in Frankfurt arbeitet. In einem Gespräch mit ihm wird klar, dass Dirk zwar immer den direkten Weg zum Ziel eingeschlagen hat, sich letztendlich aber auch nicht sicher ist, ob das der beste Weg gewesen ist. Moritz fasst neuen Mut und beschließt, sein Studium endlich zu Ende zu bringen. Er startet noch einmal richtig durch und besteht sein Diplom. Schließlich eröffnen Moritz und Dirk in Australien ihre erste Filiale einer Maultaschenimbisskette, die sie gemeinsam erfolgreich betreiben. Was aus Moritz und Kerstin wird, deutet der Film jedoch nur an und lässt das Ende offen.

## Produktion

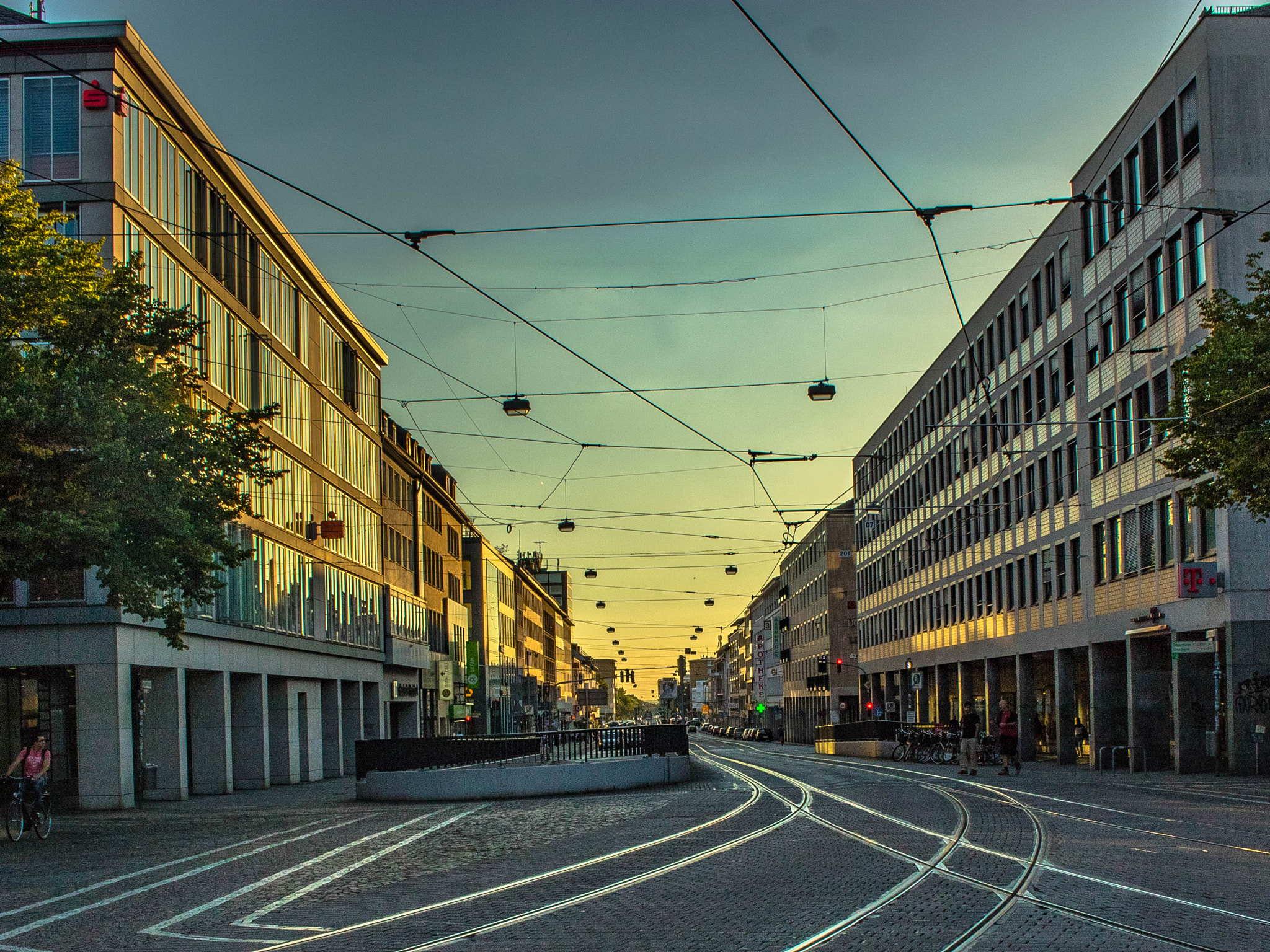
Die Dreharbeiten fanden im hessischen Darmstadt im Rhein-Main-Gebiet statt.

Die Grundvorlage des Films fußt auf Erlebnissen des Koautors Oliver Ziegenbalg. Er studierte Wirtschaftsmathematik an der Universität Karlsruhe und bestand 1998 nach 13 Semestern auch sein Diplom. Ziegenbalg hatte die von ihm erdachte Geschichte ursprünglich als Roman veröffentlichen wollen. Regisseur Frieder Wittich empfand das Manuskripts nach Lektüre jedoch auch als geeigneten Stoff für sein Regiedebüt und obwohl Ziegenbalg zunächst Sorge hatte, dass sechseinhalb Erzähljahre nicht in einen einzigen Film zu packen seien, ließ er sich überreden, mit Wittich ein Drehbuch zu entwickeln. Wittich, der sein Studium nach 14 Semestern beendet hatte, gab an, dass 13 Semester weitere Bezüge zum realen Leben beinhalte, die aus Erinnerungen aus dem eigenen Studentenleben resultierten. In Vorbereitung auf den Film trafen sich Ziegenbalg und Wittich unter anderem mit Loriot, der das Duo nach Sichtung des Skripts mit Anmerkungen versorgte und den Wittich eine „große Hilfe“ nannte.
Die Dreharbeiten zu 13 Semester fanden vom 31. März bis 13. Mai 2008 in Darmstadt statt. Die viertgrößte Stadt des Landes Hessen hatte sich in einer Vorauswahl unter anderem gegen Münster, Karlsruhe und Konstanz durchsetzen können, nachdem der Hessische Rundfunk früh als Kooperationspartner in das Filmprojekt eingestiegen war und die Hessische Filmförderung der Produktion finanzielle Förderung zugesichert hatte. Als Kulisse dienten vor Ort mitunter verschiedene Standorte der Technischen Universität Darmstadt, die Mensa der Hochschule Darmstadt, die Universitäts- und Landesbibliothek, das Studentenwohnheim Karlshof sowie die Bar der Kammerspiele des lokalen Staatstheaters, der innerstädtische Naturbadesee Großer Woog, der Herrngarten und weitere Orte in näherer Umgebung, darunter Frankfurt und Offenbach am Main. Amit Shah, der im Film die Rolle des Aswin übernimmt, sprach zu Beginn der Dreharbeiten kaum Deutsch. Er brachte sich dies eigenständig während des Drehs bei.

## Filmmusik
Die Musik zu 13 Semester stammt von Komponist Oliver Thiede, der die Herangehensweise an das „wilde, spannende Projekt“ als „jung“ beschrieb. Thiede, Wittich und ihr Team experimentieren während der Vertonung mit den verschiedensten musikalische Richtungen, wobei einige Lieder nur stellenweise ausprobiert, editiert und dann geschaut wurde, „was das mit der Szene macht und was mit der Musik passiert“. Fernab von klassischen und herkömmlichen Score-Elementen wurden sowohl neuere als auch ältere Lieder in Betracht gezogen, wobei an manchen Stellen gar „ein rohes, unfertiges Layout dem auskomponierten Take“ den Vorzug erhielt.
Letztlich schafften es unter anderem Lieder von Kissogram und Atomic in den Film. Michael Kamm und Kris Steininger (Musikproduktionsfirma „PasDeDeux“) schrieben eigens für den Film das Lied „When I’m 24“. Die ebenfalls im Soundtrack vertretene Band Bonaparte lernte Frieder Wittich bei einem kleinen Konzert in Berlin kennen, wo er die Gruppe spontan einlud, an den Dreharbeiten für 13 Semester mitzuwirken. So wurde auch das Lied „Anti, Anti“ zum Titelsong von 13 Semester, das mehrfach im Film sowie im Abspann zu hören ist. Die Gruppe sagte für den Film ein Konzert ab und schrieb darüber hinaus extra ein neues Lied, „L’état c’est moi“, das im Abspann zu hören ist. Daneben sind mit „Too Much“ und „Who Took the Pill“ zwei weitere Lieder der Band im Soundtrack vertreten.

### Soundtrack
Am 8. Januar 2010 veröffentlichte Colosseum Music Entertainment den Soundtrack zum Film, der 20 Musiktitel umfasst.
| Nr. | Titel                                 | Interpret                          | Länge |
| --- | ------------------------------------- | ---------------------------------- | ----- |
| 1.  | Main Theme                            | Oliver Thiede                      |       |
| 2.  | Move It                               | One Shot Orchestra                 |       |
| 3.  | Every Morning                         | Oliver Thiede & Maurus vom Scheidt |       |
| 4.  | To See the Sea                        | Secret Hiding Place                |       |
| 5.  | She’s an Apple Pie                    | Kissogram                          |       |
| 6.  | One Minute Above the System           | Death of a Cheerleader             |       |
| 7.  | When I’m 24/Tension Note/Piece of Gum | Pas de deux                        |       |
| 8.  | Aswin Theme                           | Oliver Thiede                      |       |
| 9.  | Who Took the Pill                     | Bonaparte                          |       |
| 10. | Oh Suzanne                            | Atomic                             |       |
| 11. | Anti Anti                             | Bonaparte                          |       |
| 12. | Lie Like an Eagle                     | Oliver Thiede                      |       |
| 13. | Too Much (Live)                       | Bonaparte                          |       |
| 14. | Parkdeck                              | Oliver Thiede                      |       |
| 15. | Gu                                    | Dieter Iby                         |       |
| 16. | First Day of My Life                  | Bright Eyes                        |       |
| 17. | Aaja Nach Ley                         | Bhanga Brothers                    |       |
| 18. | Test Drive                            | Oliver Thiede                      |       |
| 19. | Life Happens to You                   | Secret Hiding Place                |       |
| 20. | L’etat c’est moi                      | Bonaparte                          |       |

## Rezension
Die Kritiken zu 13 Semester fielen weitgehend positiv aus: Auf Kulthit.de wird der Film als Pendant zu den vielen US-amerikanischen Studenten-Komödien gelobt. Filmszene.de hebt die Charakterentwicklung hervor und kino.de spricht von einer gelungenen Coming-of-Age-Komödie, die das reale Studentenleben sehr gut wiedergibt. Cinema hält den Film hingegen eher für „authentisch“ als komisch und bezeichnet 13 Semester als Tragikomödie. Das Lexikon des internationalen Films schrieb „Dank einer pointierten Dramaturgie, bodenständiger Dialoge, witziger Inszenierungsideen, einer akribischen Ausstattung und gut besetzter Darsteller entwirft die Komödie ein ebenso vergnügliches wie gut beobachtetes Bild des studentischen Lebensgefühls.“

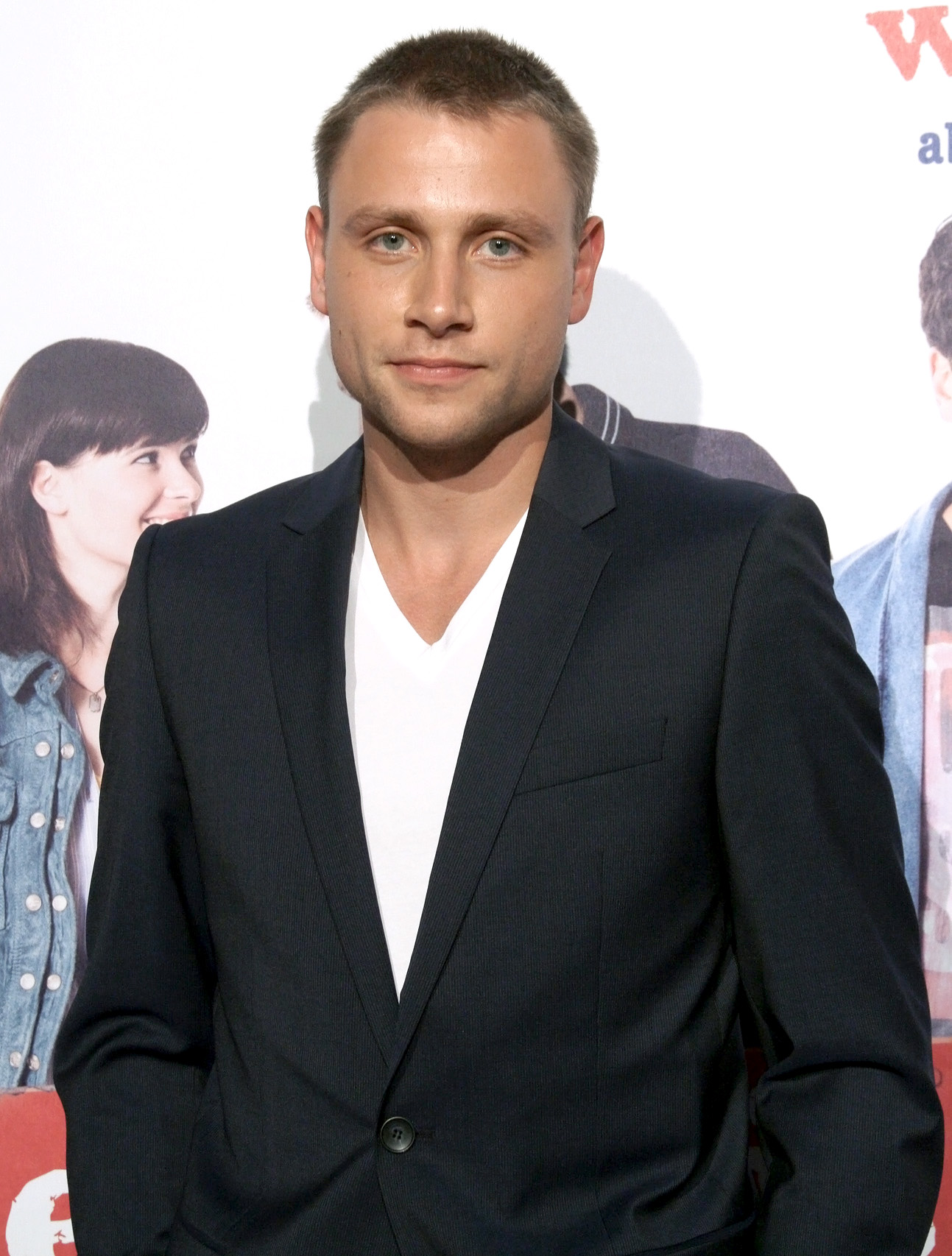
Die Besetzung um Hauptdarsteller Max Riemelt erhielt vorwiegend positive Kritiken für ihr Spiel.

 Rudolf Worschech von epd Film bezeichnete den Film als „turbulentauthentische Studentenkomödie“. 13 Semester sei ein „erfrischendes Filmdebüt“, das „in seinem Subtext eine Selbstfindungsgeschichte“ erzähle. Dass die Komödie „immer wieder der Klischeefalle entkommt, liegt auch an dem komödiantischen Ernst, mit dem er seine Figuren, die von einem gut aufgelegten, hervorragenden Darstellerensemble verkörpert werden, beobachtet“. Wittich schildere „seine Figuren mit einem geerdeten Humor, der immer auch für ein bisschen Slapstick gut ist. [Er] hat ein gutes Gespür für Situationen und lässt auch die authentische Einbindung nicht zu kurz kommen“.
Filmstarts-Kritiker Andreas R. Becker befand, dass 13 Semester „eine unterhaltsame und liebenswürdige deutsche Studentenkomödie“ sei, „bei der Regisseur Wittich nach einigen Anlaufschwierigkeiten in erheblich weniger Fettnäpfchen tritt als zu befürchten war. Authentisch, einfühlsam und mit Humor verhandelt sie durchaus essentielle Fragen nach dem „Wie“ und „Wohin“ im Leben und gibt auch differenzierte Antworten. Hier und dort wird nebenbei sogar noch das eine oder andere filmische Stereotyp auf erfreuliche Weise hochgenommen, so dass gerade nicht das passiert, was man erwartet“.
Laut Filmkritiker Rainer Tittelbach beschreibe der Spielfilm die „Wirrnisse des Erwachsenwerdens in 90 Minuten. 13 Semester im Schnelldurchlauf. Das ist dramaturgisch nicht gerade originell, gute Laune macht 13 Semester dennoch reichlich. Der Debütfilm von Frieder Wittlich besitzt durchaus ernsthafte Ansätze in Richtung Selbstsuche. Neben Klischeehaftem besitzt der Film wunderbare, kleine Szenen, die etwas von den verschiedenen Stimmungslagen des Studentendaseins vermitteln. Und die Besetzung ist mit Max Riemelt, Alexander Fehling, Claudia Eisinger und Robert Gwisdek nahezu perfekt“.

## Erfolg
13 Semester feierte am 29. September 2009 im Rahmen des Zurich Film Festivals Uraufführung. Auf den Internationalen Hofer Filmtage lief die Produktion am 28. Oktober des Jahres erstmals in Deutschland. Am 23. November 2009 wurde der Film in der Universität Darmstadt vor rund 750 Leuten aufgeführt und wurde einen Tag später beim FILMZ-Festival in Mainz im ausverkauften Residenz-Kino gezeigt. In Berlin war der Film am 14. Dezember 2009 zu sehen. Offizieller Kinostart war schließlich der 7. Januar 2010. In Frankreich feierte der Film am 2. Mai 2012 seine TV-Premiere unter dem Titel 13 semestres.
In Deutschland lockte 13 Semester nach seinem ersten Vorführwochenende rund 56.700 Zuschauer in die Kinos und konnte sich damit direkt auf Platz 7 der Kinocharts platzieren. Insgesamt sahen den Film bis Ende des Jahres 2010 knapp 175.000 Besucher. Die Komödie platzierte sich damit auf Platz 29 der erfolgreichsten deutschen Produktionen des Jahres. Das Einspielergebnis lag bei rund 1,07 Millionen Euro.

## Auszeichnungen
Claudia Eisinger wurde 2012 mit dem Günter-Strack-Fernsehpreis als beste Nachwuchsschauspielerin ausgezeichnet. Die Deutsche Film- und Medienbewertung (FBW) in Wiesbaden verlieh dem Film das Prädikat „wertvoll“ und schrieb: „Mit viel Humor, einem gut strukturierten Drehbuch und einer sensiblen Kameraführung zeichnet Frieder Wittich einen gelungenen Debütfilm und gibt einen amüsant-nostalgischen Einblick in die Studienzeit“.